# Syndesmica homogenes
Syndesmica homogenes är en fjärilsart som beskrevs av Turner 1919. Syndesmica homogenes ingår i släktet Syndesmica och familjen stävmalar. Inga underarter finns listade i Catalogue of Life.